# 柳布沙 (羅加京區)
49°29′43″N 24°26′17″E / 49.49528°N 24.43806°E
柳布沙（烏克蘭語：Любша），是烏克蘭西部的村莊，隸屬伊萬諾-弗蘭科夫斯克州的伊萬諾-弗蘭科夫斯克區。該村始建於1800年，面積5.63平方公里，2001年人口246，人口密度每平方公里43.7人。